# عشق پردردسر
عشق پردردسر (ایتالیایی: L'amore molesto) یک فیلم دلهره‌آور به کارگردانی ماریو مارتونه است که در سال ۱۹۹۵ منتشر شد و نخستین بار در جشنواره فیلم کن ۱۹۹۵ به نمایش درآمد.  این فیلم برندهٔ ۳ جایزهٔ دیوید دی دوناتلو شد.

## گزیدهٔ بازیگران
- آنا بونایووتو
- آنجلا لوچه
- پپه لانتستا
- لیچا مالیتا
- لینا پولیتو
- فرانچسکو پائولانتونی
- انتسو دکارو